# Elaf
Elaf, Elafius, Elaphus ou Elasius, est considéré comme un personnage  historique britannique du Ve siècle. Elaf est le nom utilisé par Bède, cependant, les meilleurs textes de Constance de Lyon mentionnent les noms Elaphus et Elafus,,.
Il est le seul personnage britannique nommé (à part le saint martyr Alban) dans la Vita Germani (Vie de saint Germanus), écrite par Constantius de Lyon au milieu ou à la fin du Ve siècle, qui décrit deux visites en Grande-Bretagne de l'évêque Germanus de Auxerre. Selon Constantius, lors de la deuxième visite de Germanus en Grande-Bretagne (peut-être vers 446-7 ap. J.-C.), il rencontra Elaf et guérit miraculeusement son fils infirme. Cet acte a permis de démontrer aux Britanniques que le catholicisme est la vraie foi plutôt que le pélagianisme.
Elaf est mentionné comme étant regionis illius primus ou 'chef de cette région'dans les chapitres 26 et 27 de l'hagiographie de Constance de Lyon sur Germanus et aussi dans le chapitre XXI de l'histoire ecclésiastique de l'Angleterre de  Bede. Les deux sources mentionnent que provincia tota ou "toute la province" l'a suivi pour assister à la guérison. Cette description peut être interprétée comme signifiant qu'Elaf est l'un des nombreux chefs de guerre locaux plutôt que le chef de toute la Grande-Bretagne post-romaine et peut donner un petit aperçu de la situation politique de la région à l'époque. À titre de comparaison, un Briton que Germanus aurait rencontré dix-sept ans plus tôt, en 429, est décrit par Constantius comme étant de rang tribunicien. Ce terme romain résiduel et la société romanisée qu'il représente peuvent donc avoir été abandonnés à l'époque d'Elaf, puisqu'il ne se voit accorder aucun titre de ce type. Par ailleurs, le fait qu'Elaf ait été un chef local n'implique pas nécessairement qu'il ait eu le caractère d'un "chef de guerre" ou qu'il n'y ait pas eu quelqu'un qui ait été considéré comme le chef dominant de l'ensemble de l'ex-province à l'époque (ce que nous pouvons difficilement savoir, dans un sens ou dans l'autre).
On peut supposer que la cour d'Elaf, ou son lieu de résidence, se trouvait à St Albans, l'ancienne ville romaine de Verulamium, puisque c'est très probablement le centre de culte de Saint Alban, visité par Germanus lors de sa première visite en Grande-Bretagne - ou alternativement une autre ancienne ville romaine du sud de la Grande-Bretagne. Si Elaf est un chef, il a peut-être joué un rôle dans l'exil ultérieur des prédicateurs pélagiens, bien que ce bannissement soit décrit comme ayant été décidé d'un commun accord plutôt que par les ordres d'un chef de guerre ou même par une procédure juridique romaine.
Elaf est un nom d'origine grecque (elaphos = 'cerf') qui à cette époque est mieux enregistré du sud de la Gaule.

## Historicité douteuse
La Vita Germani n'est pas une source historique à laquelle on peut nécessairement se fier dans tous ses détails. Nora K. Chadwick a cité Constantius lui-même : "Tant d'années se sont écoulées qu'il est difficile de retrouver les faits dans le silence où ils sont ensevelis". Edward Arthur Thompson a souligné à quel point Constantius semble avoir été mal informé de la visite britannique de Germanus par rapport à ses activités en Gaule et en Italie. Pendant ce temps, le professeur Ian S. Wood a interprété le récit de Constance des deux expéditions britanniques de Germanus comme étant en grande partie allégorique plutôt que factuel. Cela s'applique en particulier à l'histoire d'Elaf, où la guérison de son fils symbolise la guérison spirituelle que Germanus apporte à la Grande-Bretagne en la purifiant de l'hérésie pélagienne. Il s'agit en fait d'un parallèle direct avec la guérison de la jeune fille aveugle, décrite comme ayant eu lieu lors de la première visite de Germanus.
De manière encore plus pertinente, la seconde visite de Germanus en Grande-Bretagne, telle que décrite par Constantius, est soupçonnée de ne représenter qu'un "doublet" de la première : une version si mal mémorisée qu'elle est apparue à Constantius ou à sa source comme représentant une visite entièrement différente, une "seconde" visite. Comme l'a noté Norah Chadwick,  dans les deux visites, l'objet est le même, Germanus est accompagné d'un autre évêque et l'incident du garçon guéri de la seconde visite correspond à un incident dans lequel Germanus guérit une jeune fille aveugle dans la première. Il y a aussi le fait que lors des deux visites, comme l'explique Germanus, il y a des "démons" qui s'opposent à lui (dans la première, ils provoquent le mauvais temps ; dans la seconde, on nous dit qu'ils sont incapables de le faire, mais qu'ils répandent plutôt la nouvelle de son approche). Le professeur  a plaidé pour l'authenticité de la deuxième visite : il a cité la Vita Genovefa (Vie de sainte Geneviève) mais cet ouvrage (peut-être du VIe siècle) est l'une des nombreuses sources écrites après la Vita Germani de Constantius et qui ont probablement été influencées par elle. L'attribution à Germanus d'un compagnon différent et nommé - Severus au lieu de Lupus - reste difficile à expliquer, mais il se pourrait que ce soient des détails de ce genre (provenant peut-être de la transmission orale d'une version du récit) qui aient persuadé Constantius que Germanus a en fait effectué deux visites distinctes.
Une étude récente du professeur Anthony Barrett  a conclu que les problèmes complexes entourant la datation de la vie de saint Germanus peuvent être résolus de la manière la plus crédible en se basant sur le fait qu'il n'a effectué qu'une seule visite. Les mentions quasi contemporaines de Prosper d'Aquitaine ssont particulièrement importantes pour son argumentation. Il mentionne la première visite de Germanus (sous l'année 429), mais pas la seconde (dans les versions ultérieures de sa chronique, jusqu'en 455). Dans un autre ouvrage  (son In Collatorem )il décrit l'exil des Pélagiens que Constance attribue à la deuxième visite. En fait, Ian Wood  noté que le traitement plus sévère des Pélagiens lors de la seconde visite est un élément qui la différenciait de la première, mais il se pourrait que cela représente, en fait, un désir de corroborer le succès de la première visite tout en permettant à la seconde d'avoir un but valable. Quoi qu'il en soit, le fait est que la mention de Prosper dans son In Collatorem a presque certainement été écrite avant qu'une seconde visite ne puisse avoir lieu. Dans sa chronique, il fait référence à un laps de temps de plus de 20 ans depuis le début de la controverse pélagienne, daté de 413, ce qui situerait son In Collatorem vers 433. De manière encore plus décisive, il implique le pape Célestin Ier dans cet événement et, puisque le pape Célestin est mort en 432, il doit avoir eu lieu avant cette date - ce qui, selon le professeur Barrett, ne laisserait pas le temps d'effectuer une seconde visite. D'autant plus que, selon Constance, cette seconde visite a eu lieu après la visite de Germanus à Arles pour obtenir un allègement fiscal, ce qui s'est probablement produit au milieu des années 430.
Si la seconde visite de Germanus en Grande-Bretagne est effectivement un "doublet" de la première, cela jetterait une ombre sur la fiabilité des épisodes britanniques de la Vita de Constantius, et certainement sur tout ce qui se passe lors de la seconde visite. Il s'agirait d'une version de l'histoire de la visite de Germanus qui aurait tellement changé au cours de sa narration qu'elle serait devenue méconnaissable par rapport à une version mieux enregistrée et qui, par conséquent, aurait été considérée par Constantius ou sa source comme représentant une autre visite, une "deuxième" visite. Cela mettrait particulièrement en doute la figure d'Elaf, qui est en quelque sorte une anomalie mystérieuse, étant donné qu'il représente le seul et unique Britannique nommé dans l'ensemble du récit de Germanus (en plus du saint martyr Alban). On peut donc imaginer qu'il représente, comme l'expulsion des Pélagiens, un détail lié à l'origine à la (première et unique) visite de 429. D'autre part, il peut représenter un résultat du processus de déformation qui a produit une deuxième version "méconnaissable" de l'histoire de la première et unique visite. Comme indiqué ci-dessus, il est lié à un épisode (la guérison de son fils par Germanus) qui ressemble davantage à une allégorie qu'à un fait historique et qui fait double emploi avec un épisode allégorique similaire (la guérison de la jeune fille aveugle par Germanus) dans la "première" visite.